# Myrcia cancellata
Myrcia cancellata är en myrtenväxtart som beskrevs av Otto Karl Berg. Myrcia cancellata ingår i släktet Myrcia och familjen myrtenväxter. Inga underarter finns listade i Catalogue of Life.